# Gonion

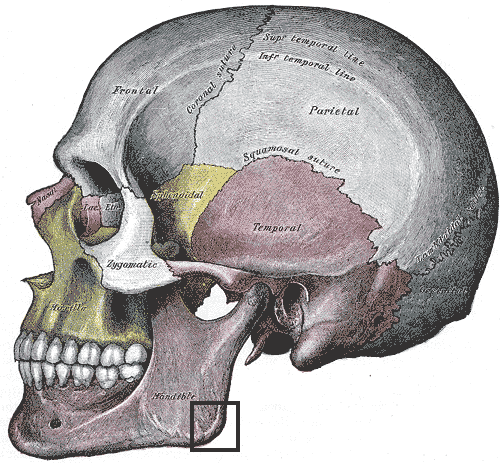
A koponya oldalról (a fekete négyzet jelöli a gonion helyét)

A gonion egy a koponyaméréstanban használatos tájékozódási pont. Az angulus mandibulae sarkán található. A gnathionnal van vízszintesen egy síkban. A nasionnal és a zygionnal van egy vonalban (kb 60°-os szögben)